# Tres hombres y una pequeña dama
Tres hombres y una pequeña dama (título original en inglés: Three Men and a Little Lady) es una comedia del año 1990, dirigida por Emile Ardolino y protagonizada por Tom Selleck, Steve Guttenberg, Ted Danson y Nancy Travis. Es la segunda parte de la película Tres hombres y un bebé (1987). 

## Argumento
El trabajo de Sylvia la obliga a mudarse a Reino Unido y debe llevarse a su hija Mary. En realidad, no es sólo su trabajo, sino también su prometido Edward. Peter, Michael y Jack no están de acuerdo con esta mudanza ya que sienten que Mary es tanto hija suya como de Sylvia. Los tres viajan al Reino Unido para detener la boda. Allí se enteran de que a Edward no le gustan los niños y planea mandar a Mary a un internado y Peter acepta su amor por Sylvia. 

## Reparto
- Tom Selleck como Peter Mitchell.
- Steve Guttenberg como Michael Kellam.
- Ted Danson como Jack Holden.
- Nancy Travis como Sylvia Bennington.
- Robin Weisman como Mary Bennington.
- Christopher Cazenove como Edward Hargreave.
- Sheila Hancock como Vera Bennington.
- Fiona Shaw como Miss Elspeth Lomax.
- Jonathan Lynn como Vicar Hewitt.
- Sydney Walsh como Lauria.
- Lynne Marta como Morgan School Teacher.

## Estrenos mundiales
| País                                                                          | Fecha de estreno                  |
| ----------------------------------------------------------------------------- | --------------------------------- |
| Alemania                                                                      | Jueves 14 de marzo de 1991        |
| Argentina                                                                     | Jueves 7 de marzo de 1991         |
| Australia                                                                     | Jueves 6 de diciembre de 1990     |
| Austria                                                                       | Viernes 15 de marzo de 1991       |
| Bélgica                                                                       | Miércoles 6 de marzo de 1991      |
| Belice · Costa Rica · El Salvador · Guatemala · Honduras · Nicaragua · Panamá | Viernes 1 de marzo de 1991        |
| Bolivia                                                                       | Jueves 4 de abril de 1991         |
| Brasil                                                                        | Viernes 22 de marzo de 1991       |
| Chile                                                                         | Viernes 15 de marzo de 1991       |
| Colombia                                                                      | Jueves 14 de marzo de 1991        |
| Corea del Sur                                                                 | Sábado 15 de junio de 1991        |
| Dinamarca                                                                     | Viernes 8 de marzo de 1991        |
| Egipto                                                                        | Lunes 1 de julio de 1991          |
| España                                                                        | Viernes 22 de febrero de 1991     |
| Estados Unidos · Canadá                                                       | Miércoles 21 de noviembre de 1990 |
| Filipinas                                                                     | Miércoles 24 de abril de 1991     |
| Finlandia                                                                     | Viernes 15 de marzo de 1991       |
| Francia                                                                       | Miércoles 6 de marzo de 1991      |

| País                | Fecha de estreno                  |
| ------------------- | --------------------------------- |
| Grecia              | Viernes 24 de mayo de 1991        |
| Hong Kong           | Jueves 13 de junio de 1991        |
| Hungría             | Jueves 16 de mayo de 1991         |
| India               | Viernes 25 de octubre de 1991     |
| Israel              | Viernes 21 de junio de 1991       |
| Italia              | Viernes 21 de diciembre de 1990   |
| Japón               | Sábado 21 de septiembre de 1991   |
| Malasia             | Jueves 7 de marzo de 1991         |
| México              | Jueves 21 de marzo de 1991        |
| Noruega             | Jueves 21 de marzo de 1991        |
| Nueva Zelanda       | Miércoles 26 de diciembre de 1990 |
| Países Bajos        | Jueves 18 de abril de 1991        |
| Perú                | Jueves 21 de marzo de 1991        |
| Portugal            | Viernes 8 de febrero de 1991      |
| Reino Unido Irlanda | Viernes 8 de febrero de 1991      |
| Singapur            | Miércoles 13 de febrero de 1991   |
| Sudáfrica           | Viernes 1 de marzo de 1991        |
| Suecia              | Viernes 7 de diciembre de 1990    |
| Suiza               | Viernes 15 de marzo de 1991       |
| Tailandia           | Sábado 27 de abril de 1991        |
| Taiwán              | Sábado 1 de junio de 1991         |
| Turquía             | Viernes 5 de abril de 1991        |
| Uruguay             | Jueves 8 de agosto de 1991        |
| Venezuela           | Miércoles 13 de marzo de 1991     |

## Premios y nominaciones
| Año  | Premio             | Categoría                                     | Persona       | Resultado |
| ---- | ------------------ | --------------------------------------------- | ------------- | --------- |
| 1991 | Young Artist Award | Mejor actriz joven                            | Robin Weisman | Ganadora  |
| 1991 | Young Artist Award | Mejor Film Entretenimiento Familiar - Comedia | ---           | Nominada  |